# Радомир Луковић
Радомир М. Луковић (Бумбарево Брдо, 5. септембар 1881 − Београд, децембар 1932) био је српски и југословенски дипломата, посланик у Будимпешти од 1928.